# École de Palo Alto
Pour les articles homonymes, voir Palo Alto (homonymie).
L'école de Palo Alto est un courant de pensée et de recherche ayant pris le nom de la ville de Palo Alto en Californie (où se situe l'université Stanford), à partir du début des années 1950. On le cite en psychologie et psychosociologie ainsi qu’en sciences de l'information et de la communication en rapport avec les concepts de la cybernétique et de la théorie des systèmes. Ce courant est notamment à l'origine de la thérapie familiale et de la thérapie brève dite systémique et stratégique. L'école a été fondée par Gregory Bateson avec le concours de Donald D. Jackson, John Weakland, Jay Haley, Richard Fisch, William Fry, Karin Schlanger et Paul Watzlawick.

## Historique

### Le Projet Bateson
En 1952, l'anthropologue Gregory Bateson obtient le financement de la fondation Rockefeller pour une étude du « paradoxe de l'abstraction dans la communication ». Bateson réunit une équipe au sein du Veterans Administration Hospital de Palo Alto, composée de l'étudiant en communication Jay Haley, de l'étudiant en psychiatrie William Fry et de l'anthropologue John Weakland. L'équipe s'intéresse notamment à l'humour, au zen (ils rencontrent Alan Watts et Daisetz Teitaro Suzuki) et à l'hypnose (nombreuses rencontres avec Milton Erickson).
Bateson est fortement influencé par le courant cybernétique, né des conférences Macy auxquelles il participe de 1942 à 1953. Lors de ces conférences, Bateson a travaillé au sein d'un groupe interdisciplinaire de mathématiciens, logiciens, anthropologues, psychologues et économistes qui s'étaient donné pour objectif d'édifier une science générale du fonctionnement de l'esprit. Les participants aux conférences font partie des scientifiques les plus brillants de l'époque, parmi lesquels Norbert Wiener, Warren McCulloch, Arturo Rosenblueth, Lawrence Kubie, John von Neumann, Claude Shannon, Heinz von Foerster et W. Ross Ashby.
Comme l'a montré Yves Winkin, Bateson fait également partie d'un réseau informel, constitué de personnes venant d'horizons différents, qui s'est développé par les échanges d'étudiants, de conférences, et de publications. Outre les membres du Projet Bateson, on compte notamment dans ce réseau les anthropologues Ray Birdwhistell et Edward T. Hall, le médecin Albert Scheflen, le sociologue Erving Goffman et l'épouse de Bateson, l'anthropologue Margaret Mead.
En 1954, Bateson obtient par Frank Fremont-Smith un financement pour deux ans de la part de la Fondation Macy pour l'étude de la communication chez les schizophrènes. Cette même année, William Fry part pour l'US Navy et le groupe est rejoint par le psychiatre Donald D. Jackson qui vient de publier son article « La question de l'homéostasie familiale » dans lequel il applique les concepts de « milieu intérieur » de Claude Bernard et d'homéostasie de Walter Bradford Cannon à l'étude de la famille. Jackson a appris à observer les troubles psychiatriques dans une perspective interactionnelle lors de son travail avec Harry Stack Sullivan et Frieda Fromm-Reichmann, de 1947 à 1951. Il s'est également intéressé très tôt dans sa carrière aux travaux sur l'hypnose de Milton Erickson et Lawrence Kubie.
En 1956, les membres du projet publient leur article commun Vers une théorie de la schizophrénie qui introduit le concept de « double contrainte ». Les auteurs envisagent la maladie mentale et notamment la schizophrénie, comme un mode d'adaptation à une structure pathologique des relations familiales. Cette théorie provoque un bouleversement des conceptions psychiatriques traditionnelles et contribue au développement de la thérapie familiale.

### Le MRI
En 1959, Don Jackson fonde le Mental Research Institute (MRI) à Palo Alto avec Virginia Satir et Jules Riskin ; il propose à Bateson de les rejoindre pour inclure le travail sur les paradoxes dans ceux de l'Institut, mais Bateson décline. À partir de là, les chemins du MRI et de Bateson se séparent. Paul Watzlawick, puis Richard Fisch, Jay Haley et John Weakland rejoignent le MRI. En 1962, Jackson et Haley sont les cofondateurs de la revue Family Process avec Nathan Ackerman.
Bateson quitte Palo Alto en 1963.

### Le Centre de thérapie brève
En 1968, Richard Fisch crée le Centre de thérapie brève au sein du MRI. Il y est rejoint par Paul Watzlawick et John Weakland qui continueront à y travailler jusqu'à leur mort. C’est ensemble qu’ils créent la notion centrale de « tentative de solution » (attempted solutions), mettant en lumière que ce sont les solutions essayées par le patient qui font que le problème se maintient voire s'amplifie. Jay Haley quitte le MRI en 1967 pour rejoindre Salvador Minuchin et Braulio Montalvo à Philadelphie et développer son approche stratégique. Virginia Satir quitte le MRI en 1968, année de la mort de Jackson.
Watzlawick, Weakland et Fisch développent l'approche clinique de Palo-Alto, la grille d'intervention « classique » de la thérapie brève. En 1974, ils publient leur livre Changements : Paradoxes & psychothérapie.

### Développements ultérieurs
Les principaux successeurs de l'équipe de Palo Alto sont le Centre de Thérapie familiale de Milan, fondé en 1981 par Gianfranco Cecchin et Luigi Boscolo, le Brief Family Therapy Center de Milwaukee, fondé en 1978 par Steve de Shazer et Insoo Kim Berg, le Centre de thérapie stratégique d'Arezzo, dirigé par Giorgio Nardone et l'Institut Gregory Bateson de Liège, fondé par Jean-Jacques Wittezaele et  Teresa Garcia en 1987. Ces deux derniers centres ont été reconnus comme représentants officiels du Mental Research Institute tout comme CIRCÉ « Centre d'intervention et de recherche sur le changement et l'évolution des systèmes humains » fondé en 2008 à Paris par Teresa Garcia-Rivera lorsqu'elle quitte l'IGB de Liège. Jean-Jacques Wittezaele quitte quant à lui la direction de son Institut en 2017 et fonde "Ecologie de l'esprit" l'année suivante.
A Tournai, l'Espace du Possible, fondé par Yves Doutrelugne, forme à l'intervention et à la thérapie systémique brève depuis 1988.
À Paris, on peut mentionner l’existence de l’association Paradoxes, fondée en 2001, de l’École du Paradoxe, fondée en 2003 par Irène Bouaziz et Chantal Gaudin. Il y a aussi l'Institut de formation Virages, fondé en 2012 et dirigé par Marina Blanchart. Des psychopraticiens comme Emmanuelle Piquet, fondatrice des centres À 180 degrés et Chagrin scolaire forment en Europe francophone des praticiens à la thérapie brève et stratégique de Palo Alto et publient à partir de leur expérience clinique dans ce domaine,. Dany Gerbinet, thérapeute, et plus d'une vingtaine d'années associé de recherche à l'Institut Gregory Bateson, publie également sur ce modèle,. LACT, fondé à Paris en 2010 par Claude de Scorraille et Grégoire Vitry met en place avec Teresa Garcia, Wendel Ray et Yves Winkin un programme de recherche avec 50 partenaires à travers le monde basé sur l'encodage de séances et le partage d'expérience en réseau.
En Belgique et au Luxembourg, le centre CICSeS, composé de la majorité des anciens collaborateurs de l Institut Gregory Bateson sous la direction de Jean-Jacques Wittezaele, propose des cursus de formation pour les professionnels et des consultations.
En Suisse, le centre CHANGE, fondé et dirigé par Sandrine Chalet, psychologue-psychothérapeute, également ancienne collaboratrice de Jean-Jacques Wittezaele à l Institut Gregory Bateson, combine formations, recherches et centre de consultation. Enseignante en sciences sociales et auteure, elle a proposé en Suisse les premiers cursus de formation à l application du modèle de Palo Alto au monde scolaire et collabore avec plusieurs Hautes Écoles Pédagogiques et responsables de formations universitaires. Son livre introductif, Découvrir l Ecole de Palo Alto : une différence qui fait la différence montre son attachement à l héritage "Palo altien" ...
Le psychologue Alessandro Elia, cofondateur du centre Sésames, forme et supervise également des futurs praticiens et des équipes enseignantes. Il intervient également au sein de plusieurs HEP (hautes écoles pédagogiques) et publie sur le sujet.
À Orléans, l'association Mètis Interactions, créée en 2015, assure des consultations et propose aussi un parcours de formation complet.

## Influences

### La cybernétique
L'influence de la « première cybernétique » sur l'école de Palo Alto s'est traduite par le fait que le thérapeute ne considère plus son patient comme un individu isolé sur lequel il devrait poser un diagnostic psychiatrique mais s'intéresse aux interactions actuelles du patient avec son environnement qui maintiennent son problème. En d'autres termes, le thérapeute se demande comment le système maintient l'homéostasie. On passe d'une explication individuelle, linéaire et diachronique à une explication systémique, circulaire et synchronique.
Dans une deuxième étape, suivant les travaux de la « deuxième cybernétique » de Humberto Maturana, qui étudie comment les systèmes évoluent loin de leur point d'équilibre et créent des nouvelles structures (morphogenèse), les thérapeutes se sont intéressés aux possibilités de changement que recèle la situation de crise (voir aussi les structures dissipatives de Ilya Prigogine). Comme le souligne Prigogine, « si différents régimes sont possibles avec des molécules, des régimes beaucoup plus variés et plus nombreux sont possibles dans les communautés humaines. » Cette vision a amené les thérapeutes à penser la situation de crise comme un moment privilégié de l’intervention contrairement à l’idée généralement admise selon laquelle on ne travaille pas avec les gens dans l’urgence et dans la crise (il faut d’abord apaiser la souffrance). Ainsi, le « client » de l'intervention thérapeutique est une personne en souffrance, c'est-à-dire loin de son point d'équilibre, et prête à faire quelque chose pour atteindre un nouvel équilibre.
Enfin, influencés par les travaux de Heinz von Foerster sur la « cybernétique de deuxième ordre », où l’observateur s’inclut lui-même dans le système observé, les thérapeutes ont pris davantage en compte l’existence de l’observateur dans l’observation. Selon cette perspective, on soulignera, par exemple, que si le patient « résiste », c'est que le thérapeute est en train d'exercer une pression sur lui.

### La notion d'interaction
Jackson est fortement influencé par ses quatre années passées avec Harry Stack Sullivan et son équipe pluri-disciplinaire composée de Frieda Fromm-Reichmann, Erik Erikson, Karen Horney, Edward Sapir, Claire Thompson et Harold Lasswell. Ces derniers ont développé une conception nouvelle de la psychiatrie, qu'ils définissent comme « l'étude du comportement interpersonnel ». Pour eux, une « personnalité » ne peut être définie en faisant abstraction du réseau complexe de relations interpersonnelles qu'entretient la personne dans son quotidien. Ce sont conséquemment pour eux, les interactions qui deviennent l'unité à observer pour analyser une problématique humaine. C'est ainsi que Watzlawick écrira : «nous soignons des relations, pas des gens».

### L'antipsychiatrie
Indépendamment du mouvement de l'antipsychiatrie, mais en convergence relative avec lui, l'école de Palo Alto a contribué aussi à une profonde remise en question des fondements de la psychiatrie, en particulier de la validité d'une nosographie ayant prétention à se vouloir universelle. Ainsi, en 1962, Paul Watzlawick publie une recension critique du livre de Ronald Laing, Soi et les autres. Dans cette même logique, Jean-Jacques Wittezaele publie avec Giorgio Nardone Une logique des troubles mentaux.
Dans cet esprit, voici une expérience de type « caméra invisible » effectuée par Watzlawick qui a pour but de démontrer la relativité (pour ne pas dire la vacuité) des diagnostics péremptoires en psychiatrie. Watzlawick demande un jour à Jackson de se laisser filmer, lors d’une première consultation avec un malade paranoïaque dont le délire consiste à se prendre pour un psychologue clinicien. Il demande d’autre part à un ami psychologue clinicien de bien vouloir se laisser filmer, lors d’une première consultation, avec un malade paranoïaque dont le délire consiste à se prendre pour un psychiatre. En réalité, Watzlawick orchestre à leur insu la confrontation de deux vrais « psy » qui ne se connaissaient pas encore. Chacun met tout son talent à démontrer la folie de l’autre, sur la foi des informations préalables : plus l’interlocuteur se comporte en « psy » (une obligation, puisqu’il croit recevoir un patient très atteint), et plus ce comportement (pourtant fort judicieux) confirme son prétendu délire aux yeux de son collègue méconnu. Watzlawick en conclut que le diagnostic psychiatrique s'apparente parfois à une « étiquette » douteuse, induite par une idée préconçue, venue  d’un tiers faisant autorité (voir aussi l'expérience de Rosenhan).

### Le constructivisme
En 1976, Heinz von Foerster, qui comme Gregory Bateson avait participé aux conférences Macy, se lie au MRI à l'occasion de la deuxième conférence à la mémoire de Donald D. Jackson au cours de laquelle il fait un exposé sur la portée des fondements du constructivisme radical sur la psychothérapie.
Dans le cadre de l'école de Palo Alto, Paul Watzlawick apporte sa contribution au constructivisme dans son ouvrage How Real is Real (éd. Random House, New York, 1976) traduit en français sous le titre La Réalité de la réalité (Le Seuil, Paris, 1978). Il y distingue notamment une réalité de premier ordre, « expérimentable, répétable et vérifiable » d'une réalité de second ordre, conventionnelle. Ainsi les propriétés physiques de l'or, métal inoxydable, sont distinctes de la valeur marchande qui lui est attribuée, deux fois par jour, dans un bureau de la City à Londres ; ou encore un petit enfant pourra percevoir un feu rouge tout aussi nettement qu'un adulte, sans pour autant savoir qu'il veut dire « Ne traversez pas ». La réalité de premier ordre « ne dit rien de la signification ni de la valeur de son contenu ».
Le constructivisme devient progressivement un des fondements de l'approche de Palo Alto, comme en témoigne la publication en 1981 de L'invention de la réalité, Contributions au constructivisme sous la direction de Paul Watzlawick, qui comprend des contributions de von Foerster et Ernst von Glasersfeld.

### Articles
- Gregory Bateson, John Weakland, Jay Haley et Donald deAvila Jackson, « Vers une théorie de la schizophrénie », 1956

### Ouvrages
- (en) William Fry, Sweet Madness, 1963
- (en) Donald deAvila Jackson (dir.), The etiology of schizophrenia, New York, Basic Books, 1960
- (en) Donald deAvila Jackson, Myths of madness: New facts and old fallacies, New York, MacMillan, 1964
- Jay Haley, Stratégies de la psychothérapie, 1963
- Edmond Marc et Dominique Picard, L'École de Palo-Alto. Un nouveau regard sur les relations humaines, 2006, RETZ
- Paul Watzlawick, Janet Helmick Beavin et Donald D. Jackson, Une logique de la communication, 1967
- Paul Watzlawick, John Weakland et Richard Fisch, Changements : Paradoxes & psychothérapie, 1974, trad. Seuil 1975
- Paul Watzlawick, La Réalité de la réalité - Confusion, désinformation, communication, 1976, Seuil, 1978
- Paul Watzlawick, Le Langage du changement. Éléments de communication thérapeutique, 1978, trad. Seuil 1980
- Gregory Bateson, Vers une écologie de l'esprit (deux tomes), 1977 et 1980
- John Weakland et Paul Watzlawick (dir.), Sur l'interaction - Palo Alto 1965-1974, 1977, Seuil, 1981
- Paul Watzlawick (dir.), L'Invention de la réalité, Contributions au constructivisme, 1981, trad. Seuil 1985, rééd. 1984 et trad. 1988
- Paul Watzlawick, Faites vous-mêmes votre malheur, 1983, Norton, trad. Seuil 1985
- Paul Watzlawick, Comment réussir à échouer, 1986, Norton, trad. Seuil 1988
- Paul Watzlawick, Les Cheveux du Baron de Munchausen - Psychothérapie et « réalité », 1988, trad. Seuil 1991
- Paul Watzlawick et Giorgio Nardone, L'Art du changement: thérapie stratégique et hypnothérapie sans transe, 1990, trad. L'esprit du temps, 1993
- Paul Watzlawick et Giorgio Nardone, Stratégies de la Thérapie brève, 1997
- Mony Elkaïm (dir.), Panorama des thérapies familiales, Seuil, 1997
- John Weakland, Richard Fisch et Lynn Segal, Tactiques du changement. Thérapie et temps court, 1982, trad. Seuil 1986
- (en) John Weakland et Wendel Ray (dir.), Propagations: Thirty Years of Influence from the Mental Research Institute, Hawoth, New York, 1995
- Yves Winkin (dir.), La Nouvelle Communication, 1981, Le Seuil, Paris coll. Points
- Jean-Jacques Wittezaele et Claude Seron, Aide ou contrôle : L'intervention thérapeutique sous contrainte, De Boeck, Bruxelles, 1991
- Jean-Jacques Wittezaele et Teresa Garcia, À la recherche de l'école de Palo-Alto, 1992, Le Seuil, Paris
- Jean-Jacques Wittezaele, L'Homme relationnel, Seuil, 2003
- Philippe Boulanger et Alain Cohen, Le Trésor des Paradoxes, 2007
- Jean-Jacques Wittezaele (dir.), La double contrainte. L'influence des paradoxes de Bateson en Sciences humaines, De Boeck, 2008 Cairn
- Michel Pradère, Une Psychothérapie brève et efficace, Regain de lecture 2012
- Giorgio Nardone, Psychosolutions, Comment résoudre rapidement les problèmes humains complexes, Enrick B. Editions, 2017
- Dominique Picard, Edmond Marc, L'École de Palo Alto, "Que sais-je ?", Paris, PUF, 2020[15]
- Emmanuelle Piquet, Faites votre 180°. Vous avez tout essayé, et si vous tentiez l'inverse? 2015
- Karine Aubry et Estelle Boutan, Essaye encore ! Déjouer les pièges relationnels au travail avec l'approche de Palo Alto, Enrick B. Editions, 2017
- Dany Gerbinet, Le Baron chez les psys, , 2017
- Dany Gerbinet, Le thérapeute et le philosophe, Enrick B. Editions, 2020
- Dany Gerbinet, Ce qui nous relie, Enrick B. Editions, 2020
- Sandrine Chalet, Découvrir l École de Palo Alto : une différence qui fait la différence. Enrick B. Éditions, 2022
- Muriel Martin Chabert, Bref, Enrick B. Editions, 2017
- Nathalie Goujon, Médecine sans souffrance ajoutée, Enrick B. Editions, 2017